# Árnyék Innsmouth fölött
Az Árnyék Innsmouth fölött Howard Phillips Lovecraft 1931. november-decemberben írt horrornovellája. 1936 áprilisában adták ki; ez volt az egyetlen Lovecraft-mű, mely külön kiadványban jelent meg és nem magazinban.
A könyv leír egy furcsa hibrid fajt, félig ember és félig ismeretlen lény, mely hasonlít béka és hal-keverékre, és mely Innsmouth városban él. A városlakók Cthulhut imádják. Továbbá beépíti a Cthulhu mítoszba Hydra-anyát és a Dagon-apát, mely egy filiszteus istenség volt.

## Cselekmény
|  | Alább a cselekmény részletei következnek! |

A mese öt fejezetre van osztva. Az első fejezetben az elbeszélő kijelenti, hogy az állam titkos kutatásokat végez a lerobbant Innsmouth városban, Massachusettsben, és hogy erre az ok maga a mese, amit el fog mondani. Newburyportba érkezve olcsó járatot keresett Arkhamba. Megtudta, hogy két járat van, az olcsóbb pedig a következő nap menne, Innsmouthon keresztül. A helybelieknek rossz véleményük van Innsmouthról, és babonásan félnek elmenni oda.
A második fejezetben az elbeszélő részletesen leírja a roskadozó várost, mely elhagyatottan néz ki. Itt-ott lát egy pár embert, akik furcsán néznek ki, különlegesen járnak, és rajtuk látszanak az innsmouthi jegyek (innsmouth look). A városban csak egy személy néz ki rendesen, aki bevallja, hogy Arkhamból jött ide üzletet tartani. Az elbeszélő megtud egy pár információt az árustól, aki azt tanácsolja, hogy beszéljen Zadok Allennel, aki szívesen beszélget, ha kap egy kis alkoholt.
A harmadik fejezet Zadok Allen elbeszélésével van kitöltve. Zadok, aki nagyon öreg, végigélte életét a városban, és sok mindenre emlékszik. Amikor Innsmouth gazdaságilag nehéz helyzetbe került, az egyik halászkapitány, Obed Marsh, a Mélységlakóknak nevezett vízi lényekhez fordult segítségért. A Mélységlakók emberi áldozatok ellenében sok halat és kincseket hoztak, továbbá párosodni tudtak a városlakókkal, és ivadékaik halhatatlanok lettek. Az elbeszélő idegeskedik az elmondottak után, de képzelődésnek tulajdonítja az egészet.
A negyedik fejezetben az elbeszélő nem utazhatott tovább Arkhamba, mert a busz motorja elromlott, ezért muszáj volt az éjjelt Innsmouthban töltenie. Arra kel fel, hogy valaki próbálja kinyitni szobája ajtaját. Az ablakon keresztül kiszökik az utcára, és imitálni próbálja menésben a helybelieket. Nemsokára eljut a vasúti sínekhez, ahol hallja, hogy valakik mászkálnak előtte. Elbújik előlük, és elhatározza, hogy csukva tartja szemeit. Végül mégis kinyitja, és meglátja a béka-hal embereket, mire elájul.
Az ötödik fejezetben az elbeszélő felébred, nem történt vele semmi baj. Gyorsan elsétál a közeli Rowley városba. Ahogy múlnak az évek, kutatásokat végez családfájában. Végül rájön, hogy ő maga Obed Marsh leszármazottja, valamint, hogy ő is lassan kezd átváltozni egy olyan lénnyé. A mese végén az elbeszélő kijelenti: hogy nem gondol arra, hogy megölje magát, mert tudja, hogy boldogan fog élni Y'ha-nthlei városában, mélyen a tenger fenekén.
|  | Itt a vége a cselekmény részletezésének! |